# Classe CA
La classe CA fu una classe di sommergibili tascabili progettati dalla Caproni, il cui primo esemplare venne ultimato nel 1938. Il loro scopo era quello di tendere agguati in passaggi obbligati, quali gli stretti, creare sbarramenti difensivi costieri o forzare le basi portuali nemiche.
Il progetto si rivelò poco idoneo nella pratica, ma nel 1941 i due battelli realizzati (seguiti da altri due costruiti poco dopo) furono modificati per fungere da mezzi di trasporto per i sabotatori subacquei della Xª Flottiglia MAS; nonostante alcune prove soddisfacenti, nessuno dei CA fu mai impiegato in operazioni reali. Caduti in mano ai tedeschi dopo l'armistizio di Cassibile, i quattro mezzi furono poi demoliti nel dopoguerra.

## Caratteristiche
La progettazione della futura classe di minisommergibili ebbe inizio nel 1937 ad opera della ditta Caproni di Taliedo, con la collaborazione dell'ingegnere navale Vincenzo Goeta; l'idea era quella di realizzare un piccolo sommergibile silurante da impiegare in missioni di agguato nei passaggi obbligati o per la difesa costiera. Due prototipi furono assemblati nel 1938 e trasferiti per ferrovia a Venezia per eseguire le prove in mare; la loro costruzione fu tenuta segreta, e le due unità non furono iscritte nei registri della Regia Marina. Le prove sui prototipi, designati come "CA" (da "Caproni tipo A") diedero esito negativo, sia per quanto riguardava la tenuta del mare che per l'impiego dei lanciasiluri; i due battelli furono portati a La Spezia, e qui lasciati in stato di disarmo.
I CA originari erano battelli a doppio scafo, lunghi fuori tutto 10 metri, larghi 1,9 metri e con un pescaggio di 1,6 metri. Il dislocamento in emersione ammontava a 13,5 tonnellate, che saliva a 16,4 tonnellate in immersione; la profondità massima di collaudo raggiungibile era di 55 metri, e l'equipaggio ammontava a due uomini. Il sistema propulsivo si basava, per la navigazione in emersione, su un motore diesel da 60 hp, mentre in immersione il battello procedeva con un motore elettrico da 25 hp. La velocità massima in emersione toccava i 6,5 nodi, mentre quella in immersione raggiungeva i 5 nodi; l'autonomia toccava le 700 miglia in emersione alla velocità di 4 nodi, mentre quella in immersione si aggirava sulle 57 miglia a 3 nodi di velocità. L'armamento si basava unicamente su due lanciasiluri a gabbia da 450 mm esterni.
Nel 1941 gli specialisti della Xª Flottiglia MAS chiesero che i due battelli fossero riadattati al trasporto di sabotatori subacquei (i cosiddetti "gamma"), onde compiere incursioni occulte direttamente all'interno dei porti nemici. Riaffidati alla Caproni, i due sommergibili furono privati del motore diesel, dei lanciasiluri e del periscopio, realizzando invece al loro posto le sistemazioni per ospitare due "gamma" completamente equipaggiati (oltre a un membro dell'equipaggio incaricato del pilotaggio del mezzo) e capaci di uscire dallo scafo attraverso un'apertura stagna nella carena; come armamento il sommergibile trasportava otto grosse cariche esplosive da 100 chilogrammi, che i "gamma" potevano applicare agli scafi delle navi nemiche.
Dopo le modifiche i CA avevano un dislocamento in emersione di 12/12,8 tonnellate e in immersione di 14 tonnellate. La propulsione era affidata unicamente a un motore elettrico da 21 kW, che conferiva ai battelli una velocità di 7/6 nodi e un'autonomia di 57 miglia a 3 nodi di velocità; per le tratte più lunghe, il battello poteva procedere ancorato a un sommergibile più grande che agiva come mezzo "avvicinatore" ai porti nemici. Le prove diedero esito soddisfacente, e altre la costruzione di altre due unità (dotate di ulteriori modifiche) fu commissionata alla Caproni.
Nessuna delle unità realizzate fu mai impiegata in servizio attivo. Dopo l'annuncio dell'armistizio di Cassibile l'8 settembre 1943, tre unità (i CA 1, CA 3 e CA 4) furono catturati dai tedeschi a La Spezia mentre il quarto (CA 2) fu preso nella base BETASOM di Bordeaux, dove aveva condotto prove in mare con il sommergibile Leonardo da Vinci nel ruolo di "avvicinatore"; nessuno dei battelli catturati fu rimesso in servizio dai tedeschi, anche se pare che uno di essi fu ceduto alla Marina Nazionale Repubblicana che se ne servì per prove ed esperimenti a La Spezia. Tutti furono demoliti nel dopoguerra.

### Fonti
1. 1 2 3 4 5 6  Bagnasco, Brescia 2013, pp. 68-69.